# Güldischsilber
Güldischsilber oder Blicksilber wird die aus Gold und Silber bestehende Verunreinigung beziehungsweise die silberreiche Legierung mit Gold- und Platinmetallen genannt, welche nach der Kupellation von Blei entsteht. Statt Kupellation spricht man in diesem Zusammenhang auch vom Treiben. Der entsprechende Ofen wird Treibofen genannt. Eine weitere Trennung erfolgt durch die Silberelektrolyse.
Werkblei kann bis zu 5 % Verunreinigungen wie Kupfer, Zinn, Antimon, Arsen, Bismut oder Edelmetalle wie Silber und Gold in wechselnden Anteilen enthalten, und dieses Aufreinigen und Vermarkten des Güldischsilbers erhöhen die Ertragslage und die Wirtschaftlichkeit von Bleihütten erheblich.
Das Adjektiv güldisch für „goldhaltig“ ist in der Bergmannssprache seit dem 16., häufiger seit dem 18. Jahrhundert belegt.

## Gewinnung von Blicksilber aus Bleierzen
Erze wie Bleiglanz (PbS) werden zunächst geröstet, um sie von einer Schwefelverbindung in ein Bleioxid überzuführen. Wird das Bleioxid reduziert, entsteht Rohblei oder Werkblei. Rohblei enthält oft zwischen 0,01 und 1 % Silber.
Gegebenenfalls nach weiteren Anreicherungsschritten erfolgt die Läuterung der Blei-Silber-Legierung. Bei der Treibarbeit wird die Legierung in einem Treibofen geschmolzen. Durch die Schmelze wird Luft geblasen. Das Blei oxidiert dabei zu Blei(II)-oxid. Das Edelmetall Silber hingegen oxidiert nicht. Das aufschwimmende Bleioxid bildet eine matte Schicht auf der Schmelze. Diese Schicht wird kontinuierlich entfernt bzw. von den besonders präparierten Wandungen des Schmelztiegels aufgesogen. Schließlich bildet sich nur noch ein sehr dünnes, schillerndes Oxidhäutchen. Das Aufreißen des Oxidhäutchens gibt den Blick auf das allein übrig gebliebene flüssige Silber frei (Silberblick). Die nun vorliegende Legierung heißt „Blicksilber“. Blicksilber besteht zu über 950/1000 aus Silber.